# Trouhaut
Trouhaut est une commune française située dans le département de la Côte-d'Or, en région Bourgogne-Franche-Comté.

## Géographie

### Climat
Pour des articles plus généraux, voir Climat de la Bourgogne-Franche-Comté et Climat de la Côte-d'Or.
En 2010, le climat de la commune est de type climat des marges montargnardes, selon une étude du Centre national de la recherche scientifique s'appuyant sur une série de données couvrant la période 1971-2000. En 2020, Météo-France publie une typologie des climats de la France métropolitaine dans laquelle la commune est exposée à un climat océanique altéré et est dans la région climatique  Bourgogne, vallée de la Saône, caractérisée par un bon ensoleillement (1 900 h/an), un été chaud (18,5 °C), un air sec au printemps et en été et des vents faibles. 
Pour la période 1971-2000, la température annuelle moyenne est de 9,8 °C, avec une amplitude thermique annuelle de 16,8 °C. Le cumul annuel moyen de précipitations est de 994 mm, avec 13,2 jours de précipitations en janvier et 8,5 jours en juillet. Pour la période 1991-2020, la température moyenne annuelle observée sur la station météorologique de Météo-France la plus proche, « Saint-Martin-du-M », sur la commune de Saint-Martin-du-Mont à 5 km à vol d'oiseau, est de 9,9 °C et le cumul annuel moyen de précipitations est de 938,1 mm,. Pour l'avenir, les paramètres climatiques de la commune estimés pour 2050 selon différents scénarios d'émission de gaz à effet de serre sont consultables sur un site dédié publié par Météo-France en novembre 2022.

## Urbanisme

### Typologie
Au 1er janvier 2024, Trouhaut est catégorisée commune rurale à habitat dispersé, selon la nouvelle grille communale de densité à 7 niveaux définie par l'Insee en 2022.
Elle est située hors unité urbaine. Par ailleurs la commune fait partie de l'aire d'attraction de Dijon, dont elle est une commune de la couronne,. Cette aire, qui regroupe 333 communes, est catégorisée dans les aires de 200 000 à moins de 700 000 habitants,.

### Occupation des sols
L'occupation des sols de la commune, telle qu'elle ressort de la base de données européenne d’occupation biophysique des sols Corine Land Cover (CLC), est marquée par l'importance des territoires agricoles (81,2 % en 2018), en diminution par rapport à 1990 (82,3 %). La répartition détaillée en 2018 est la suivante : terres arables (47,5 %), prairies (22,6 %), forêts (18,8 %), zones agricoles hétérogènes (11,2 %). L'évolution de l’occupation des sols de la commune et de ses infrastructures peut être observée sur les différentes représentations cartographiques du territoire : la carte de Cassini (XVIIIe siècle), la carte d'état-major (1820-1866) et les cartes ou photos aériennes de l'IGN pour la période actuelle (1950 à aujourd'hui).

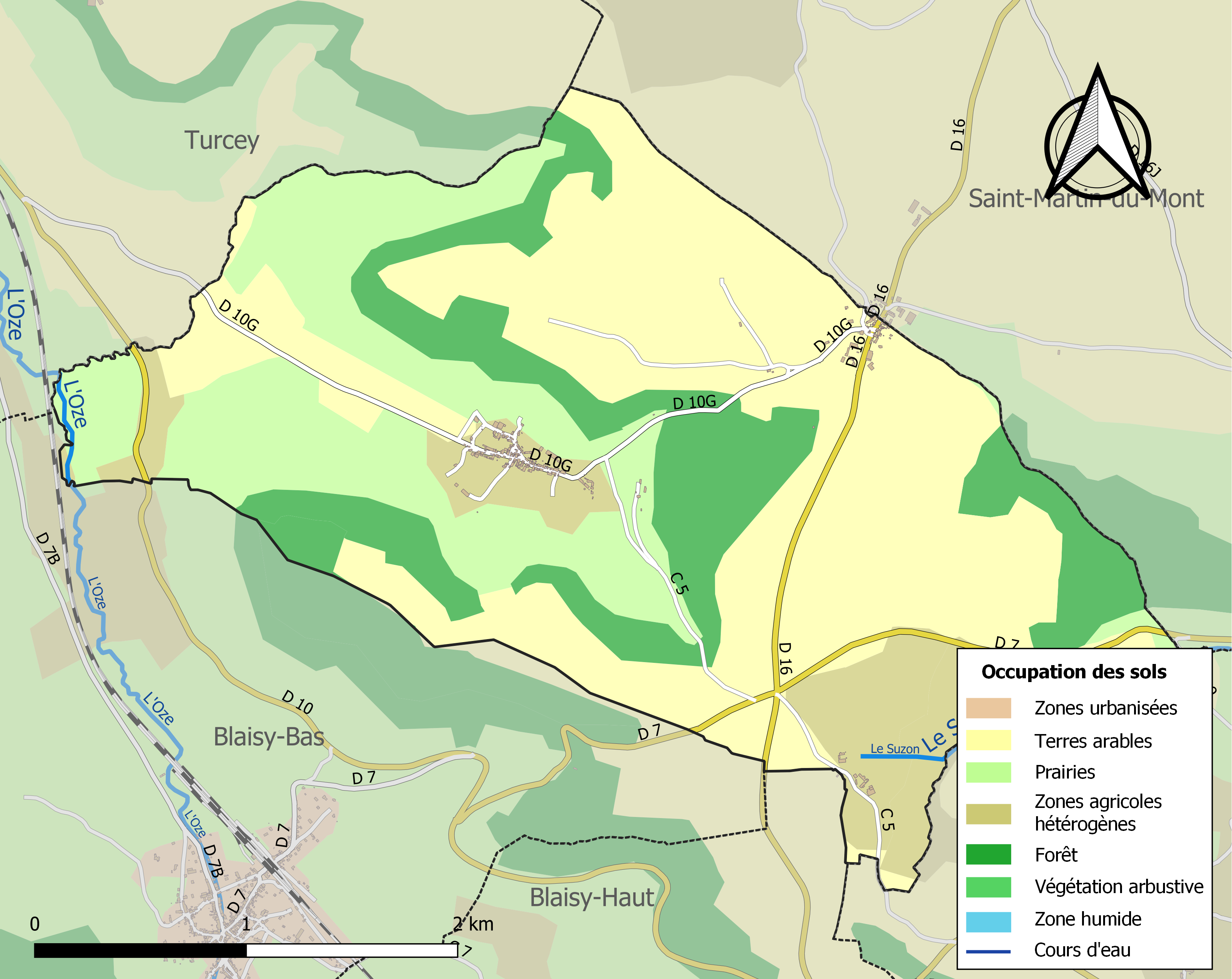
Carte des infrastructures et de l'occupation des sols de la commune en 2018 (CLC).

## Histoire

### Résumé de l'histoire du village de Trouhaut
Le village est cité une première fois, dans un cartulaire (Gallia Christiana, IV 356-357) le 5 août 696, l'évêque d'Autun Angsbert, donne à l'église Saint-Symphorien, où il a été élevé, le village de Troualles, donné à lui par Voubert ; une seconde fois dans une charte de Carloman en 882 sous le toponyme TROALLO. On y parle d'une terre vendue à Saint-Bénigne de Dijon par le seigneur du lieu du nom de Warnérius, qui était probablement un descendant de Warnachaire Ier, avec sa femme Eribergis et sa fille Doda. Depuis cette date et jusqu'en 1108, les textes sont silencieux, mais un historien en découvrira peut-être de nouveaux. En 1108 donc, le chevalier Aymon qui possède cet alleu en fait don à l'abbaye de Cluny en rémission de ses fautes, ainsi qu'église, terres, sources, bêtes et gens. En 1119, Cluny y implantera un petit prieuré comprenant deux moines et un prieur.
En 1235, la duchesse Alix de Bourgogne, épouse du duc Eudes III, en prend possession jusqu'à sa mort en 1251. Le prieuré revient dans le giron de Cluny mais en 1280 il est cédé au duc Robert jusqu'à sa mort en 1306. En 1292, il est signalé dans les registres d'insinuations la construction d'une tour qui est encore en place et a fière allure. Les bâtiments et le cloître ont disparu, remplacés par une construction du XVIIIe. La chapelle a été transformée en grange. Le prieur est aussi seigneur des lieux, le village et les terres sont sous son autorité. Les revenus vont à Cluny. En 1440, le prieur Guy de la Tournelle affranchit les habitants qui menaçaient de quitter les lieux à cause des guerres, famines, mortalité et stérilité des récoltes. Sont supprimées la capitation, le formariage, la mainmorte. En 1423, il y a au village 6 solvables, 15 misérables et 3 mendiants. Ils ne devaient pas être plus nombreux en 1440. Les archives n'ont pas retenu les chiffres de ces années, mais en 1598 un document indique que le village est en ruines, qu'il n'y a plus aucun habitant.
En 1666, l'enquête de l'intendant Bouchu recense 21 habitants y compris femmes et enfants, tous pauvres. En 1728, Guillaume Ricard achète le prieuré qui sera saisi à la Révolution en 1789, vendu, acheté par Auguste Théodore Bazard puis en 1935 par la famille Debost, encore propriétaire actuellement. En 1790, élection du 1er maire, la période révolutionnaire se passera calmement, la guerre de 1870 verra les troupes de Garibaldi s'affronter avec les Prussiens dans les environs du village. Trouhaut subira quelques réquisitions. En 1914, le village paiera son tribut : six morts et un blessé grave, amputé des deux jambes.
En 1940, des unités françaises sont défaites dans les environs de Saint-Seine-l'Abbaye, le prieuré est occupé, on y interroge les prisonniers, l'état major du 306e RI en particulier qui réussit à cacher son drapeau. Cet emblème récupéré fut remis à cette unité en 1945 au village d'Avize (Marne). Le village accueille des réfugiés de Vilosne, de Mouart et de Bazeille certains repartiront en 1945. Sur le mont Tasselot au-dessus du village, les Allemands installent un système de guet aux avions, après la guerre, le site sera occupé par l'armée française. Entre 1945 et 1948, des prisonniers allemands sont employés dans les fermes.
Le tableau de la démographie donne un aperçu de l'importance du village, habité par des paysans, qui verra sa population augmenter jusqu'à 303 habitants en 1831 pour décroître jusqu'à nos jours et atteindre 123 actuellement. Disparus : maréchal, charron, épicier, cabaretier, couvreur, tailleur de pierres, charpentier, menuisier, école et épicerie tout ce qui faisait la vie du village, restent quelques cultivateurs et éleveurs de vaches allaitantes qui se comptent sur les doigts d'une main. Depuis tous ces événements, le village a retrouvé calme et sérénité seulement troublé par quelques tracteurs au moment des récoltes. Son église restaurée est intéressante avec son toit en lauzes surmonté d'un clocher avec, ce qui est rare, un petit carillon. La dernière attraction sur le plateau est un circuit qui a été aménagé pour la visite du parc d'éoliennes.

## Politique et administration
| Période                                             | Période  | Identité                | Étiquette | Qualité      |
| --------------------------------------------------- | -------- | ----------------------- | --------- | ------------ |
| Les données antérieures à 1790 ne sont pas connues. |          |                         |           |              |
| 1790                                                | 1792     | Jean Baptiste Chaignet  |           |              |
| 1792                                                | 1794     | Auguste Théodore Bazard |           | Propriétaire |
| 1796                                                | 1820     | Claude Martenot         |           |              |
| 1820                                                | 1827     | Philibert Bazard        |           | Propriétaire |
| 1840                                                | 1848     | Jean Baptiste Mairet    |           |              |
| 1848                                                | 1864     | Michel Jaugey           |           | Fermier      |
| 1864                                                | 1870     | Michel Chapuis          |           | Vigneron     |
| 1871                                                | 1880     | Rodolphe Bazard         |           | Propriétaire |
| 1881                                                | 1904     | Antoine Refroignet      |           |              |
| 1905                                                | 1907     | Michel Jaugey           |           | Fermier      |
| 1907                                                | 1909     | Paul Bornier            |           | Maréchal     |
| 1909                                                | 1911     | Michel Jaugey           |           |              |
| 1912                                                | 1919     | Paul Bornier            |           |              |
| 1919                                                | 1920     | Pierre Mairet           |           |              |
| 1920                                                | 1932     | Paul Bornier            |           |              |
| 1932                                                | 1944     | Henri Bolot             |           | Agriculteur  |
| 1944                                                | 1945     | Charles Massut          |           |              |
| 1945                                                | 1959     | Henri Bolot             |           | Agriculteur  |
| 1959                                                | 1977     | Jean Guenois            |           | Menuisier    |
| 1977                                                | 2008     | Robert Jaugey           |           | Cultivateur  |
| 2008                                                | 2014     | Marie-Annick Seguin     |           |              |
| 2014                                                | en cours | Cyrille Fauconnet       |           |              |

## Démographie
L'évolution du nombre d'habitants est connue à travers les recensements de la population effectués dans la commune depuis 1793. Pour les communes de moins de 10 000 habitants, une enquête de recensement portant sur toute la population est réalisée tous les cinq ans, les populations de référence des années intermédiaires étant quant à elles estimées par interpolation ou extrapolation. Pour la commune, le premier recensement exhaustif entrant dans le cadre du nouveau dispositif a été réalisé en 2008.

En 2022, la commune comptait 130 habitants, en évolution de +14,04 % par rapport à 2016 (Côte-d'Or : +0,82 %, France hors Mayotte : +2,11 %).
| 1793 | 1800 | 1806 | 1821 | 1836 | 1841 | 1846 | 1851 | 1856 |
| ---- | ---- | ---- | ---- | ---- | ---- | ---- | ---- | ---- |
| 305  | 290  | 236  | 301  | 274  | 273  | 275  | 281  | 240  |

| 1861 | 1866 | 1872 | 1876 | 1881 | 1886 | 1891 | 1896 | 1901 |
| ---- | ---- | ---- | ---- | ---- | ---- | ---- | ---- | ---- |
| 247  | 239  | 223  | 227  | 223  | 229  | 218  | 215  | 223  |

| 1906 | 1911 | 1921 | 1926 | 1931 | 1936 | 1946 | 1954 | 1962 |
| ---- | ---- | ---- | ---- | ---- | ---- | ---- | ---- | ---- |
| 213  | 190  | 167  | 162  | 155  | 162  | 155  | 166  | 161  |

| 1968 | 1975 | 1982 | 1990 | 1999 | 2006 | 2008 | 2013 | 2018 |
| ---- | ---- | ---- | ---- | ---- | ---- | ---- | ---- | ---- |
| 142  | 135  | 134  | 129  | 125  | 111  | 107  | 108  | 120  |

| 2022 | - | - | - | - | - | - | - | - |
| ---- | - | - | - | - | - | - | - | - |
| 130  | - | - | - | - | - | - | - | - |

## Culture locale et patrimoine

### Lieux et monuments
- Église Saint-Philibert.

### Personnalités liées à la commune
- Famille noble : les Demongeot d'Aguilcourt seigneurs et prieurs de Trouhaut 1576 Christophe, 1622 Jacques, 1709 Jean Joseph, 1763 Antoine Nicolas : seigneur de Champagne, chevalier de Saint Louis, prieur et seigneur de Trouhaut de Notre Dame d'Hy, de Fromenteau, des Istres et Bury de Flavigny, capitaine du régiment du roi, dernier prieur qui démissionna en 1778. Réf. : Armorial Gal de France, Dictionnaire de la Noblesse.
- Alfred François  Le Belin, né à Trouhaut le 22.11.1824, fut directeur du Génie maritime, officier de la Légion d'honneur, décédé à Bordeaux en 1907 inhumé à Rochefort.
- Le Belin de Dionne Jules Abel grand officier de la Légion d'honneur, décoré de la médaille de Crimée et d'Italie, né le 21/02/1828 à Trouhaut et décédé à Paris le 23.02.1912.
- Claude LeBelin frère du général, maître à la Cour des comptes (la famille remonte à Jean, Maire de Beaune en 1531).
- Jules Bouhin, sculpteur né à Trouhaut le 30 août 1820, 1er prix de bas-relief 1842, 1er prix sculpture d'après nature en 1843, décédé à l'hôpital de Dijon en 1860 (joli médaillon en marbre sur le monument de la poétesse dijonnaise Antoinette Quarré, cimetière dijonnais rue d'Auxonne).                                                               Réf. : Dictionnaire des artistes et ouvriers d'art.

Référence : Histoire d'un village : Trouhaut son Prieuré, Fromenteau sa chapelle Saint-Éloi par J.Delferrière Membre de l'Association des Amis de l'Histoire du Pays de Saint-Seine.

### Héraldique
| Blason de Trouhaut | Blason  | Écartelé : au 1er de gueules au loup ravissant d'argent, au 2e d'or à cinq tourteaux d'azur, au 3e d'or à la tour de sinople, ouverte, ajourée et maçonnée de sable, au 4e de gueules à deux clés d'or passées en sautoir et brochant sur une épée haute d'argent garnie d'or.   |
| Blason de Trouhaut | Détails | Le loup représente les villageois dont c'est le sobriquet, les tourteaux évoquent les sources, la tour le prieuré et son émail la ruralité, les clés et l'épée rappellent que Trouhaut appartenait à l'abbaye de Cluny. Création de Jacques Delferrière adoptée le 2 avril 2007. |